# مارتن موليجان
مارتن موليجان (بالإنجليزية: Martin Mulligan)‏ مواليد 18 أكتوبر 1940 في نيوساوث ويلز، أستراليا، هو لاعب كرة مضرب أسترالي سابق بدأ مسيرته كمحترف سنة 1968 وكان يلعب باليد اليمنى، اعتزل اللعب في 1975. أعلى تصنيف له في الفردي كان المركز الـ 4 في سنة 1967.

## روابط خارجية
- مارتن موليجان على موقع رابطة محترفي التنس (الإنجليزية)
- مارتن موليجان على موقع الاتحاد الدولي لكرة المضرب (الإنجليزية)
- مارتن موليجان على موقع كأس ديفيز (الإنجليزية)
- مارتن موليجان على موقع اتحاد التنس الأسترالي (الإنجليزية)
- مارتن موليجان على موقع خلاصة التنس.كوم (الإنجليزية)